# Остаци града Милана Топлице (Вича)
Остаци утврђења, у српском народу познатог као град Милана Топлице, налазе се на брду Дуварине, изнад села Вича, у општини Прокупље.
Према предању утврђење је подигао српски властелин 14. века, Милан Топлица, кога народна епика опева као господара Средње Топлице и српског војводу у служби кнеза Лазара (1373 – 1389). 
Пронађени покретни материјал, међутим, сведочи да је утврђење старије од 14. века. Постоји могућност да датира још из времена Римљана. У прилог овом иде и чињеница да је 1909. године у селу Вича откривена римска каптажа и два купатила. Неопходна су детаљна археолошка и историјска истраживања ради добијања тачнијих података о времену настанка утврђења. На месту некадашњег утврђења данас се може видети остатак северног бедема у висини од 3 метра, који је зидан од ломљеног камена везаног кречним малтером. Такође се уочава један објекат зидан техником opus mixtum, а идентификована су и осута платна зидова. Постоје и трагови куле која исто носи име Милана Топлице.